# Urejanje z navadnim vstavljanjem
Urejanje z navadnim vstavljanjem (angleško Insertion sort) je stabilen algoritem za urejanje podatkov. Deluje tako, da vzamemo prvi element v neurejenem delu tabele in ga vstavimo na pravo mesto v urejenem delu.

## Delovanje
Algoritem doda prvi element v urejeni del tabele, nato pa se iterativno premika na naslednji neurejen element in ga vstavi na ustrezno mesto v urejeni del. Iskanje ustreznega mesta za vstavljanje v urejeni del lahko implementiramo na več načinov, npr. z bisekcijo, ali pa s pogrezanjem elementa, dokler ne naletimo na manjši element, ali začetek tabele.

## Zahtevnost
Časovna zahtevnost algoritma je v najslabšem in povprečnem primeru {\displaystyle O(n^{2})}, v najboljšem (če je tabela že urejena) pa {\displaystyle O(n)}. Prostorska zahtevnost je {\displaystyle O(1)}, saj urejamo na mestu.

## Psevdokoda
```
  
for
(
i
 
=
 
0
;
 
i
 
<
 
length
(
tabela
)
-1
;
 
i
++
)
 
{

    
j
 
=
 
i
+
1
;

    
while
 
((
j
 
>=
 
1
)
&&
(
tabela
[
j
]
 
<
 
tabela
[
j
-1
]))
 
{

       
zamenjaj
(
tabela
[
j
],
 
tabela
[
j
-1
]);

       
j
--
;

    
}

  
}

```